# Fosfor-31
Fosfor-31 of 31P is de enige stabiele isotoop van fosfor, een niet-metaal. Vanwege het feit dat fosfor maar één stabiele isotoop kent met een abundantie op Aarde van 100%, valt het element onder zowel de mononuclidische als de mono-isotopische elementen.
Fosfor-31 ontstaat onder meer bij het radioactief verval van silicium-31 en zwavel-31.
24P · 25P · 26P · 27P · 28P · 29P · 30P · 31P · 32P · 33P · 34P · 35P · 36P · 37P · 38P · 39P · 40P · 41P · 42P · 43P · 44P · 45P · 46P · 47P